# كريستين ديميتروفا
كريستين ديميتروفا (بالبلغارية: Кристин Димитрова)‏ (19 مايو 1963، صوفيا في بلغاريا)؛ مترجمة، كاتِبة وشاعرة بلغارية. درست في جامعة صوفيا.

## روابط خارجية
- كريستين ديميتروفا على موقع IMDb (الإنجليزية)